# دوان بوبك
دوان بوبك (بالإنجليزية: Duane Bobick)‏ (مواليد 24 أغسطس 1950) هو ملاكم أمريكي، مثّل بلاده في الألعاب الأولمبية الصيفية 1972.

## روابط خارجية
دوان بوبك على موقع بوكس ريك (الإنجليزية) (registration required)
- دوان بوبك على موقع اللجنة الأولمبية الدولية (الإنجليزية)
- دوان بوبك على موقع أوليمبيديا (الإنجليزية)